# زندگی خصوصی آقا و خانم میم
زندگی خصوصی آقا و خانم میم فیلمی به کارگردانی روح‌الله حجازی، نویسندگی علی طالب‌آبادی و تهیه‌کنندگی محمدرضا شفیعی ساخته سال ۱۳۹۰ است.

## خلاصه داستان
محسن (با بازی حمید فرخ‌نژاد) که یک مدیر فروش در سطح شهرستان است، ارتقاء گرفته و به یک مدیر در سطح کشور تبدیل شده‌است؛ ولی دغدغه او داشتن همسری نه چندان مدرن است، که ممکن است باعث سرافکندگی و تحقیر محسن در بین همکاران پایتخت‌نشین وی شود. پس سعی می‌کند به مرور وی را از زندگی خود بیرون کند. آوا (با بازی مهتاب کرامتی) به رفتارهای خارج از عرف همسرش با همکاران زنش بدبین شده‌است. پس تصمیم می‌گیرد خود را آن‌گونه که محسن تمایل دارد نشان دهد، تا بتواند در کنار همسر موفقش ادامه زندگی دهد. این‌کار با آرایش‌های جدید و پوشیدن لباس‌های جلب توجه‌کننده آغاز می‌کند. این رفتار وی تا آنجا پیش می‌رود که …